# Azonale Vegetation

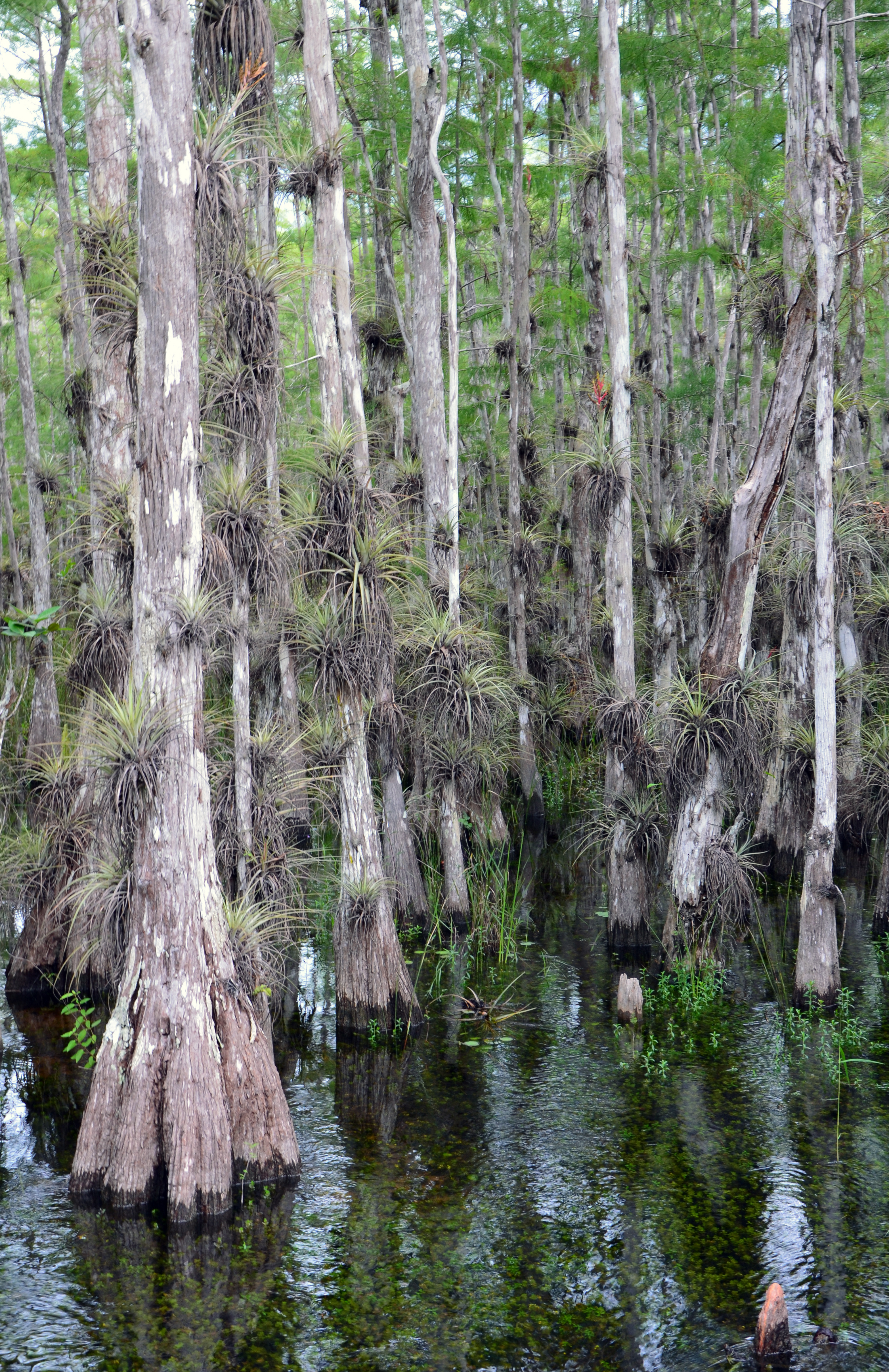
Azonaler Sumpfwald im Big Cypress National Preserve, Florida

Als azonale Vegetation bezeichnet man Pflanzenformationen (Vegetationstypen), deren Beschaffenheit sich aufgrund bestimmter Bedingungen der Bodeneigenschaften und/oder des Wasserhaushaltes deutlich von der typischen Vegetation der Klimazone unterscheidet, in der die betrachtete Formation vorkommt. Sie steht demnach im Gegensatz zur zonalen Vegetation, welche meistens ungefähr gürtelförmig um die Erde verläuft.
Betrachtet man nicht nur die Pflanzenwelt, sondern die gesamten Lebensgemeinschaften einer Region (→ Biome), wird der Begriff Pedobiom verwendet.
So bilden sich zum Beispiel innerhalb der zonalen Vegetation des Rotbuchenwaldes im norddeutschen Tiefland (der zur Vegetationszone der sommergrünen Laubwälder gehört) an den Ufern von Flüssen Auwälder, in dauernassen Senken Bruchwälder und auf regelmäßig zeitweise überfluteten Standorten Sumpfwälder. Weitere typisch azonale Vegetationstypen sind zum Beispiel Dünen, Felsstandorte, Moore, Oasen und größere Binnengewässer.
Zur azonalen Vegetation gehören auch die Galmeipflanzen, die im Dreiländereck um Aachen, im Siegerland und im Harz dort auftreten, wo früher Erz abgebaut wurde. Galmeipflanzen sind in der Lage, mit der Schwermetallbelastung der Böden zurechtzukommen. Auch die so genannten Serpentin-Endemiten, die in Serpentingebieten vorkommen, werden der azonalen Vegetation zugeordnet.
Sind klimatische Faktoren – vor allem Gebirgsklima – für die abweichende Artenzusammensetzung verantwortlich, spricht man von extrazonaler Vegetation. Im Gebirge kommen extrazonale und azonale Standorte zusammen (etwa Bachauen im Mittelgebirge oder Bewuchs auf Frostschutt im Hochgebirge).